# Caiman australis
Caiman australis — вимерлий вид каймана, описаний у 1858 році на основі лівої верхньої щелепи, зібраної з формації Ituzaingó верхнього міоцену в Ентре-Ріос, Аргентина.

## Опис
Через фрагментарний характер голотипу відомо небагато діагностичних ознак Caiman australis. У C. australis була вузька морда з вужчою та довшою верхньою щелепою, ніж у живих кайманів. Третя і четверта альвеоли є найбільшими альвеолами і мають подібний розмір, з меншими міжальвеловарними проміжками на верхній щелепі. Перша, друга та п'ята-дев’ята альвеоли однакові за розміром, а третя та четверта альвеоли є найбільшими в ряду верхньощелепних зубів, характерним для деяких інших видів кайманів. Бічний край верхньої щелепи також менш украшений, ніж у інших видів кайманів, у виді зі спини та збоку. Верхня щелепа також прикрашена незвичайним переважанням видатних і подовжених борозенок і горбків.

## Палеосередовище
Скам’янілості Caiman australis були знайдені в формації Ituzaingó в Ентре-Ріос, Аргентина, де збереглися величезні приливні рівнини, подібні до тих, що знаходяться в сучасній Амазонці, і теплий клімат.